# Petrolejový princ

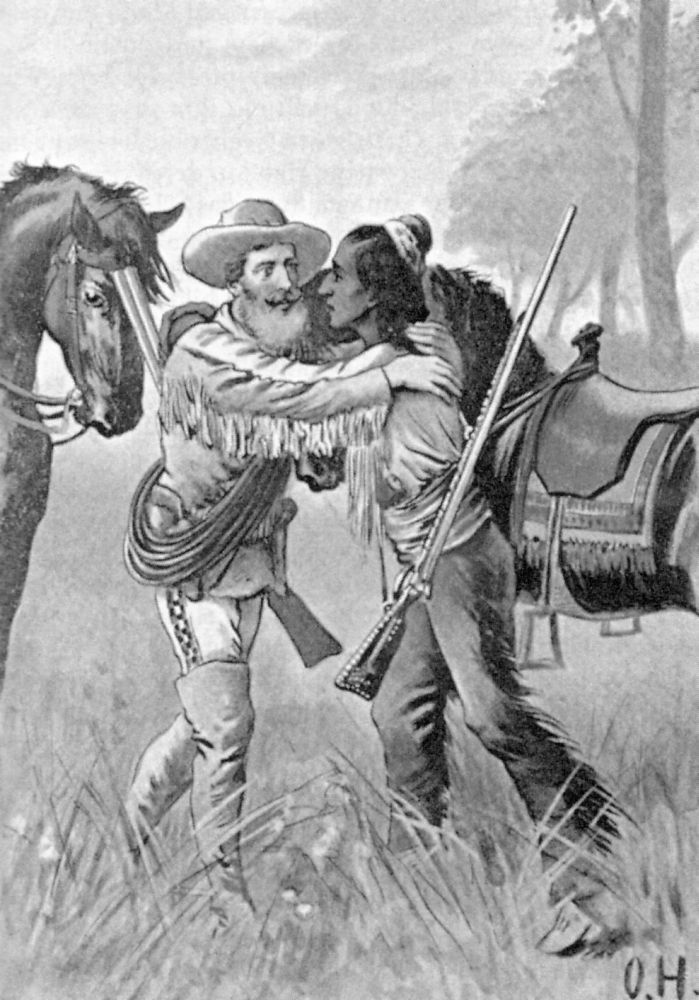
Ilustrace z roku 1897

Petrolejový princ (Der Ölprinz) je dobrodružný román německého spisovatele Karla Maye, ve kterém vystupuje Old Shatterhand, Vinnetou, Sam Hawkens a řada dalších postav z Mayova literárního světa amerického Západu konce 19. století.
Román nejprve vycházel v letech 1893–1894 na pokračování ve stuttgartském časopise pro mládež Der Gute Kamerad (Dobrý kamarád) a prvního knižního vydání se dočkal roku 1897 v nakladatelství Union Deutsche Verlagsgesellschaft, Stuttgart. Nakladatelství Karl-May-Verlag vydává v rámci Sebraných spisů Karla Maye román pod pořadovým číslem 37.

## Děj
Román je poměrně rozsáhlý a sleduje několik prolínajících se dějových linií. V úvodu se Buttler, vůdce zločinecké bandy "finderů", rozhodne přepadnout a oloupit skupinu německých vystěhovalců, cestujících na západ. Tento plán mu zkomplikuje tzv. "Trojlístek", tři čestní zálesáci známí z trilogie o Vinnetouovi (Sam Hawkens, Will Parker a Dick Stone), kteří kolonisty zachrání před prvním útokem a nabídnou jim ochranu. Dosavadní průvodce kolonistů Poller je pro svou liknavost propuštěn, a veden touhou po pomstě se k Buttlerovi přidá. Mezi vystěhovalci je kromě několika rodin také svérázný emeritní učitel hudby, který, jak se ukáže, má s Hawkensem společného známého Hobble-Franka (původem Němce a rovněž známou figurku Mayova Západu). Nejbližším cílem karavany je Fornerův ranč, kde se právě s ním mají setkat.
Tam se na scéně objevuje i titulní postava knihy, jistý Grinley, profesionální podvodník, který si říká "Petrolejový princ" a právě pracuje na "největším obchodu svého života". Putuje s bankéřem Duncanem (v některém vydání jménem Rollins) a jeho účetním Baumgartenem k jezeru Gloomy-water, kde mluví o ohromném nalezišti nafty, které chce Duncanovi draho prodat. Záhy se dozvíme, že Grinley a Buttler jsou nevlastní bratři, kteří to ale před ostatními zatají. Grinley zapojí Buttlera s Pollerem do svého plánu a pošle je napřed, aby připravili jezero na prohlídku. Zatím se výprava kolonistů a Trojlístek srdečně setkávají s Hobble-Frankem a jeho bratrancem zvaným Tetka Drollová. Grinley se svou suitou následně spěchá s odjezdem z ranče, neboť se dozvěděl, že se zde mají setkat Vinnetou a Old Shatterhand, kteří by jeho lest s naftovým jezerem, už tak vážně zpochybněnou přítomnými zálesáky, mohli úplně rozcupovat. Včetně kolonistů pokračuje výprava dál až do puebla kmene Nichorů, kde se skryje před bouří, načež je však zajata. To je součást další lsti, do níž je zapojen s Grinleym spřažený náčelník Ka-maku. Zinscenují záchranu bankéře a účetního Grinleym, aby si tak obnovil jejich důvěru a úctu, narušenou westmany na Fornerově ranči. Navíc se díky tomu zbaví Trojlístku, který s ostatními zůstal v zajetí. Byť ne nadlouho, neboť už dalšího dne se osvobodí, za pomoci dorazivšího Vinnetoua s Shatterhandem. Ti bez váhání odmítnou Grinleyho objev nafty jako nesmysl a vydají se s ostatními v jeho stopách.
Grinley a spol. zatím cestou zpozorují, jak se dva zvědové z kmene Navahů plíží k nichorskému náčelníkovi Mokašimu a jeho společníkovi na lovu. Grinley oba Navahy ze zálohy zastřelí, aby si Mokašiho naklonil, Indián však jeho zákeřný čin příliš neoceňuje a navíc zpochybní Grinleyho nárok na půdu, kterou chce bankéři prodat. Citlivý a poctivý Baumgarten je Grinleyho jednáním rozhořčen, zatímco pragmatický Duncan se spíše jen obává sporu a stále Grinleyho vnímá hlavně jako svého dobrodince. Trojice je pak nicméně propuštěna a brzy se setkává s vracejícími se Buttlerem a Pollerem. Společně pak dorazí ke Gloomy-water, jezeru mezi skalami, jehož hladina je pokryta vrstvou nafty. Duncan je ohromen a i přes určité pochybnosti naleziště koupí. Jakmile má Grinley směnku, se svými kumpány oba muže omráčí, sváže a zavalí do jeskyně. Když se ale vydají na cestu pryč, přepadne a zajme je skupina Navahů, kteří se chtějí pomstít za vraždu svých dvou mužů. Všechny je však nedlouho poté zajmou Nichorové a odvedou je do svého tábora.
Zakrátko k opuštěnému jezeru dorazí Vinnetou a spol., kteří pomocí stop rekonstruují, co se tu událo. Objeví bankéře a účetního v jeskyni a zachrání je; současně jim objasní, že je Grinley podvedl a naftu do jezera nalil ze sudů. V další honbě za zločinci se znovu střetnou s Nichory, i oni krátce padnou do jejich zajetí, ale díky důmyslu Hawkense a Hobble-Franka způsobí mezi Nichory chaos a osvobodí se. Grinley a spol. prchají, zatímco Vinnetou s ostatními navštěvuje nedaleký tábor Navahů. Tam se dozvědí, že Petrolejový princ o směnku nakonec přišel, protože mu ji vzal jeden bílý lovec, přátelící se s Navahy. Zatím se chystá velká bitva Nichorů s Navahy, ale Vinnetou a Old Shatterhand vahou své osobnosti dosáhnou jejich usmíření. Všichni společně pak stíhají unikající dvojici zločinců, kterým se ještě jednou podařilo směnku ukořistit (Pollera bratři Buttlerové stihli zabít sami, aby se s ním nemuseli dělit o kořist). Když pak v rozhodujícím střetnutí Buttler nedopatřením zastřelí Grinleyho, který mu vstoupí do rány, v beznadějné situaci zabije nožem i sám sebe.
Německé rodiny dostanou od Navahů možnost usadit se na jejich územích a ostatní hrdinové se zase rozcházejí svou cestou. Jen potrhlý a od reality odtržený kantor, který je hlavní komickou postavou románu a jehož dialogům zejména s Hobble-Frankem je věnován značný prostor, dostane doprovod, aby se raději vrátil do Evropy.

## Česká vydání

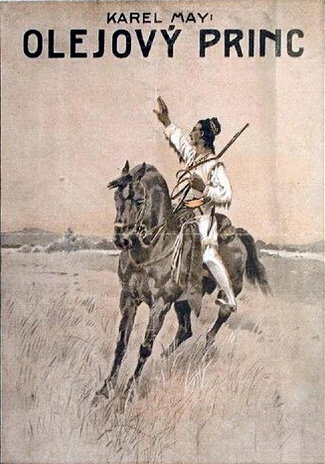
Obálka brožovaného vydání románu z roku 1922

První české vydání románu se datuje do roku 1922. Pod názvem Olejový princ jej v překladu Jaroslava Rudloffa a s ilustracemi Karla Šimůnka vydal pražský nakladatel Vojtěch Šeba.
Následující tři česká vydání pocházejí z dalšího pražského nakladatelství Toužimský a Moravec. Zde román vyšel v rámci tzv. Velké řady knih Karla Maye v překladu Jiřího Freunda a s ilustracemi Zdeňka Buriana nejprve roku 1932 a pak roku 1934 a 1937. Raritou je výňatek z románu, který toto nakladatelství vydalo roku 1936 jako neprodejnou novoročenku roku 1937 pod názvem Hořčicoví indiáni (s podtitulem Z povídaček trappera Hobble-Franka). Brožurka měla dvanáct stran a byla doprovázena ilustracemi E. Biró. Tento anekdotický příběh vyšel v tomto nakladatelství opět roku 2010 v knize Tave-šala a jiné příběhy
Na další vydání si museli čeští čtenáři počkat celých třicet tři let. Teprve roku 1970 vydalo knihu s ilustracemi Zdeňka Buriana a v překladu Jaromíra Průšy nakladatelství Albatros (v té samé úpravě vyšla kniha v Albatrosu ještě roku 1991) a pak až roku 1982 mohlo román vydat v překladu Věry a Karla Houbových a ilustracemi Gustava Kruma nakladatelství Olympia.
Roku 1993 vydalo obnovené nakladatelství Toužimský a Moravec opět svou novoročenku Hořčicoví indiáni (tentokrát s ilustracemi Petra Barče, roku 1994 vydalo společně román s ilustracemi Jana Hory nakladatelství GABI a Oddych z Českého Těšína, v roce 1995 vyšla kniha ve dvou svazích v rámci projektu Souborné vydání díla Karla Maye v překladu Vladimíra Šundy a s ilustracemi Josefa Pospíchala brněnské nakladatelství Návrat. Zatím poslední české vydání je z roku 1997, kdy román vyšel v nakladatelství Toužimský a Moravec s ilustracemi Zdeňka Buriana v upraveném překladu z roku 1932.
Tradiční český překlad názvu knihy je zavádějící. Der Ölprinz by měl být překládán jako Ropný nebo Naftový Princ, ne Olejový Princ a už vůbec ne Petrolejový Princ. Titulní postava románu se zabývala obchodem (resp. podvody) s ropou, ne motorovým olejem nebo petrolejem. Německé slovo Rohöl nebo Öl znamená ropu.

## Filmová podoba
Na motivy románu vznikl roku 1965 stejnojmenný film, v západoněmecko-jugoslávské koprodukci a v režii Haralda Philippa. Děj se však od románu podstatně liší a řada postav se v něm vůbec nevyskytuje; navíc místo Old Shatterhanda zde vystupuje Old Surehand.